# Christian Okoye
Christian Emeka Okoye (* 16. August 1961 in Enugu) ist ein ehemaliger US-amerikanischer Footballspieler und Leichtathlet.

## Leben
Okoye war in seiner Jugend in Nigeria ein exzellenter Leichtathlet und ragte besonders in den technischen Disziplinen (Diskuswurf, Kugelstoßen, Hammerwurf) heraus. Er machte sich Hoffnungen, Nigeria bei den Sommerolympiade 1984 zu vertreten, wurde aber nicht nominiert. 1985 wurde er im Diskuswurf Afrikameister. 
Für seine College-Bildung ging er in die US-amerikanische Azusa Pacific University und begann, American Football zu spielen. Als Runningback war er so erfolgreich, dass ihn die Kansas City Chiefs im NFL Draft 1987 an 35. Stelle verpflichteten. Nach zwei eher unauffälligen Jahren brach Okoye 1989 durch, indem er 1.480 Yards Raumgewinn, 12 Touchdowns erzielte, die NFL in Rushing-Yards anführte und in den Pro Bowl der besten NFL-Spieler gewählt wurde. Für seinen kraftvollen Laufstil erwarb Okoye den Ehrennamen „Nigerian Nightmare“ (dt.: nigerianischer Alptraum). Nachdem er 1990 an Knieproblem litt, erlebte er 1991 ein starkes Comeback (1.031 Yards, 9 Touchdowns, Pro Bowl), bis er ab 1992 wegen nachlassender Gesundheit immer weniger zum Zuge kam und nach 1992 seine Karriere beendete. Die Chiefs ehren ihn, indem sie ihn 2000 in die Chiefs Hall of Fame aufnahmen. Nach seiner Karriere engagierte sich Okoye karitativ.
Für Gamer genießt Okoye eine erhöhte Bekanntheit, da er im Kultvideospiel Tecmo Super Bowl (1991) bei Laufspielzügen nahezu unverwundbar ist.